# هاري فيلدمان
هاري فيلدمان (بالإنجليزية: Harry Feldman)‏ هو لاعب كرة قاعدة أمريكي، ولد في 10 نوفمبر 1919 في نيويورك في الولايات المتحدة، وتوفي في 16 مارس 1962 في فورت سميث في الولايات المتحدة.

## وصلات خارجية
- هاري فيلدمان على موقع دوري كرة القاعدة الرئيسي (الإنجليزية)
- هاري فيلدمان على موقعبيزبول رفرنس.كوم (الدوري الرئيسي) (الإنجليزية)
- هاري فيلدمان على موقعبيزبول رفرنس.كوم (الدوري الثانوي) (الإنجليزية)
- هاري فيلدمان على موقع مشجعي الرسوم البيانية (الإنجليزية)